# Tiếng Korku

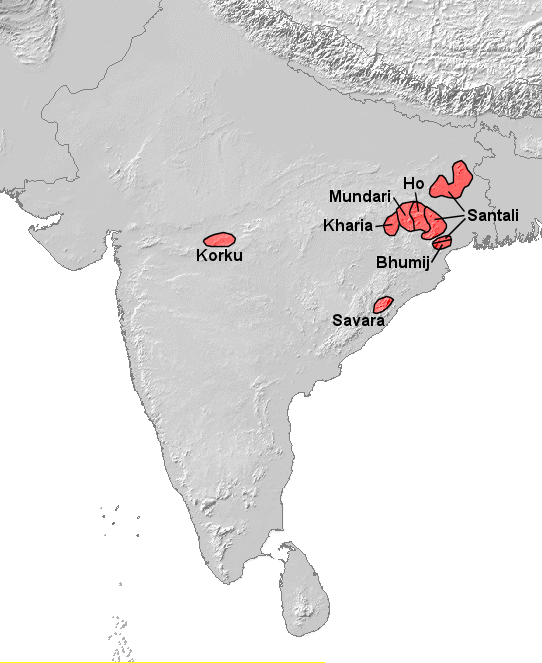
Phân bố các ngôn ngữ Munda ở Ấn Độ, tiếng Korku ngoài cùng bên trái ở miền trung Ấn Độ

Tiếng Korku là một ngôn ngữ thuộc ngữ hệ Nam Á được nói bởi người Korku ở miền trung Ấn Độ, ở các bang Madhya Pradesh và Maharashtra. Người Korku sống trong vùng người Gond, một dân tộc Dravida, trong khi các dân tộc Munda khác sống ở miền đông Ấn Độ. Tiếng Korku là ngôn ngữ cực tây cùa ngữ hệ Nam Á.
Người Korku cũng liên hệ chặt chẽ với người Nihal có truyền thống sống ở các khu đặc biệt của các làng Korku. Tiếng Korku được nói bởi khoảng 200.000 người, chủ yếu ở bốn huyện mạn nam Madhya Pradesh (Khandwa, Harda, Betul, Hoshangabad) và ba huyện mạn bắc Maharashtra (Rajura và Korpanatahsils của Chandrapur, khu vực pahad Manikgarh gần Gadchandur của Chandrapur) (Amravati, Buldana, Akola). Số làng nói tiếng Korku đang giảm dần; ngôn ngữ này đang bị tiếng Hindi lấn át. Vì lý do này, tiếng Korku được UNESCO coi là một ngôn ngữ 'dễ thương tổn'.

## Từ nguyên
Tên gọi Korku xuất phát từ Koro-ku (- ku là số nhiều), Koro nghĩa là 'người, thành viên của cộng đồng Korku' (Zide 2008).

## Phương ngữ
Zide (2008: 256) liệt kê các phương ngữ sau.
- Phương ngữ Kurku "chính" nói ở phía tây. Hầu hết dữ liệu có được là về tiểu phương ngữ Melghat. Các tiểu phương ngữ khác bao gồm Betul - Hoshangabad. Phương ngữ Lahi của Hoshangabad đáng chú ý vì không có số đôi.
- Muwasi (Mowasi, Mawasi) được nói ở phía đông, tại các khu vực như huyện Chhindwara ở đông bắc Maharashtra.

## Phân bố
Tiếng Korku được nói ở các khu vực sau (Zide 2008: 256):
- Nam Trung bộ Madhya Pradesh
  - Huyện Đông Nimar (huyện Khandwa)
  - Huyện Betul
  - Huyện Hoshangabad
  - Huyện Chhindwara (nói phương ngữ Mawasi)
- Đông Bắc Maharashtra
  - Huyện Amravati (nhiều nhất Maharashtra)
  - Huyện Buldana
  - Huyện Akola

## Âm vị học

### Nguyên âm
Tiếng Korku có 10 nguyên âm bao gồm các nguyên âm dài và ngắn (e.g. /aː/) và 1 nguyên âm vừa chỉ xuất hiện dưới dạng ngắn /ə/.
|      | Trước | Giữa | Sau  |
| ---- | ----- | ---- | ---- |
| Đóng | i iː  |      | u uː |
| Vừa  | e eː  | ə    | o oː |
| Mở   |       | a aː |      |

Các từ mượn nước ngoài có đuôi phụ âm thường thêm nguyên âm -o. Ví dụ:
| Tiếng Hindi | Tiếng Korku | Ngôn ngữ khác                        |
| ----------- | ----------- | ------------------------------------ |
| koʈ         | kooʈo       | "coat" ('áo choàng') từ tiếng Anh    |
| kitab       | kitaabo     | "كتاب" ('kitab;sách') từ tiếng Ả Rập |

### Phụ âm
Korku có một hệ thống phụ âm phong phú trong đó các âm tắc xuất hiện ở một số vị trí phát âm khác nhau. Giống như nhiều ngôn ngữ khác  tại Ấn Độ, các âm tắc trong tiếng Korku phân biệt giữa âm hữu thanh, âm vô thanh thường và âm vô thanh bật hơi.
|          |           | Môi    | Lợi | Quặt lưỡi | Ngạc cứng | Ngạc mềm | Thanh hầu |
| -------- | --------- | ------ | --- | --------- | --------- | -------- | --------- |
| Tắc      | vô thanh  | p      | t   | ʈ         | c         | k        | ʔ         |
| Tắc      | bật hơi   | pʰ     | tʰ  | ʈʰ        | cʰ        | kʰ       |           |
| Tắc      | hữu thanh | b      | d   | ɖ         | ɟ         | ɡ        |           |
| Tắc      | nhiều hơi | bʱ     | dʱ  | ɖʱ        | ɟʱ        | ɡʱ       |           |
| Xát      | Xát       |        | s   |           |           |          | h         |
| Mũi      | Mũi       | m (mʰ) | n   |           | ɲ         | ŋ        |           |
| Tiếp cận | Tiếp cận  |        | l   | ɭ         | j         | w        |           |
| Vỗ       | Vỗ        |        | ɾ   | ɽ         |           |          |           |

Ở cuối từ, tất cả các âm tắc đều không bật ra.

### Thanh điệu
Tiếng Korku có hai thanh điệu tương phản bao gồm cao và thấp. Thanh cao không được đánh dấu. Trong nhiều động từ láy, phân tiền tố ở đầu thường mang thanh thấp. Chỉ các âm tiết không đứng đầu mới thể hiện sự phân biệt thanh điệu. Trong lời nói nhanh, thanh thấp có thể lan ra toàn bộ cụm danh từ, tức là nếu có một thanh thấp xuất hiện trong cụm, thì mọi âm tiết sau đó đều sẽ được phát âm với thanh thấp. Ví dụ: iɲ-àʔ sanì kẽᶑe siɽi "con dê nhỏ của tôi" → iɲàʔ sànì kẽᶑè sìɽì.

### Hài hòa nguyên âm
Các hậu tố động từ và các từ phái sinh chỉ định, đặc biệt là các gốc từ có nguyên âm ở cuối, sẽ kích hoạt hiện tượng hài hòa nguyên âm trong hình thái học: in-èn > enèn ('ở đây'). Nguyên âm đầu được điều chỉnh hòa âm để phù hợp với âm tiết cuối có trọng âm. Các hậu tố động từ có cấu trúc -CV sẽ rút gọn và kết hợp lại khi đứng trước các hậu tố bắt đầu bằng nguyên âm. Ví dụ: kul-ki-èʔ-(n)ej (gửi-INTNS/TLOC-PST.TR-3.OBJ, 'đã gửi cho anh ấy') trở thành kulkhèʔnèj khi phát âm.

## Hệ thống chữ viết
Ngôn ngữ Korku được viết bằng chữ Devanagari kiểu Balbodh, cũng được sử dụng để viết tiếng Marathi.

## Sự nguy cấp
Việc sử dụng ngôn ngữ Korku đã bị ảnh hưởng nặng nề bởi các ngôn ngữ uy tín hơn, đặc biệt là tiếng Hindi. Điều này không chỉ ảnh hưởng đến ngôn ngữ mà còn cả phong tục và văn hóa của người Korku truyền thống. Một vài nhóm người Korku thành công hơn trong việc bảo tồn ngôn ngữ của họ, cụ thể là người Korku Potharia (từ dãy núi Vindhya).
Cuộc điều tra dân số quốc gia năm 2001 báo cáo có 574.481 người nói tiếng Korku (một ngôn ngữ không nằm trong danh mục 8 của hiến pháp Ấn Độ).